# كيسلوفودسك
كيسلوفودسك (بالروسية: Кисловодск) هي إحدى مدن روسيا في الكيان الفدرالي الروسي ستافروبول كراي.

## توأمة
لكيسلوفودسك اتفاقيات توأمة مع كل من:
- باطوم (25 أكتوبر 1997 - )[10]
- إيكس ليبان
- كريات يام
- أستراخان (1998 - )

## معرض صور

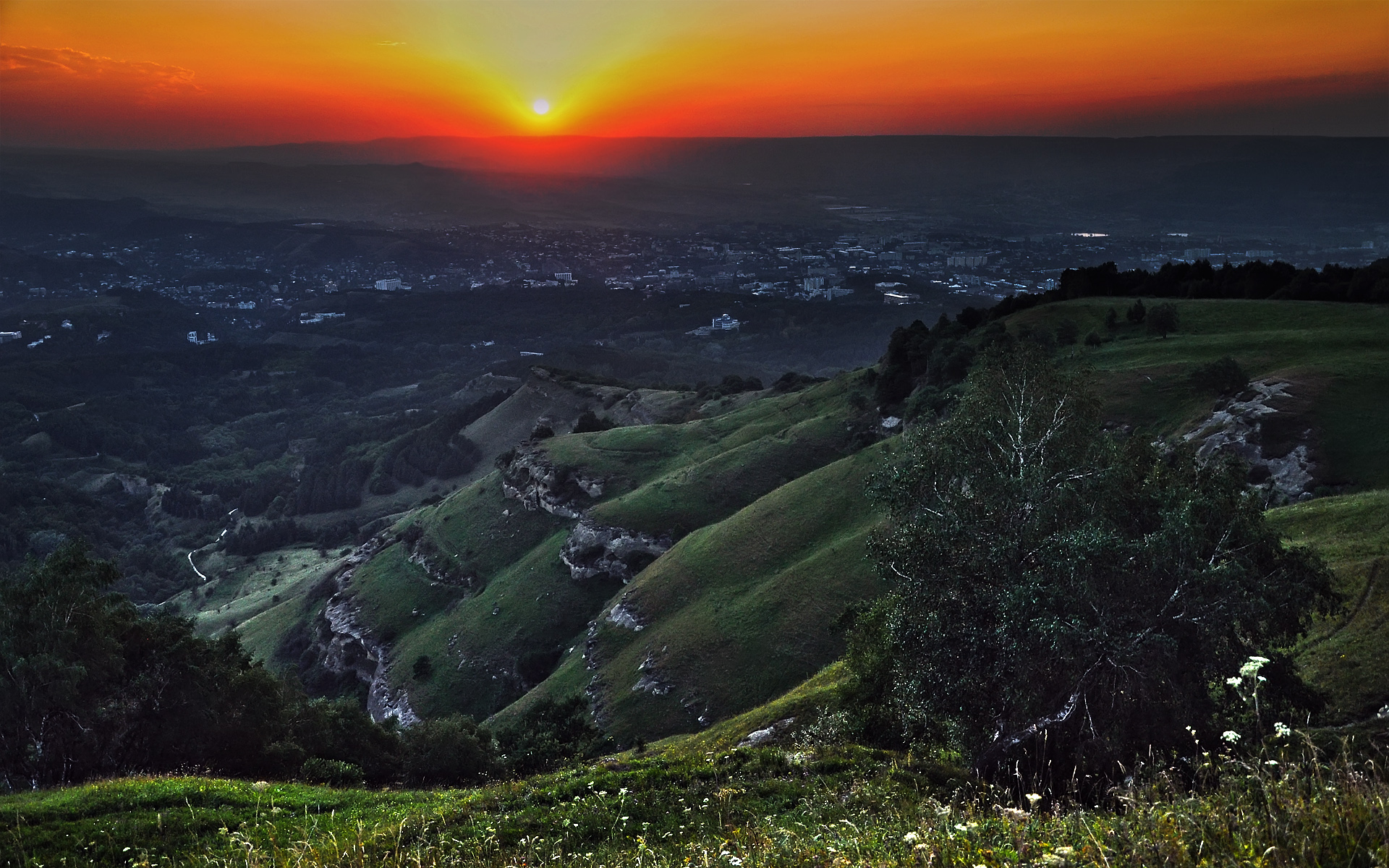
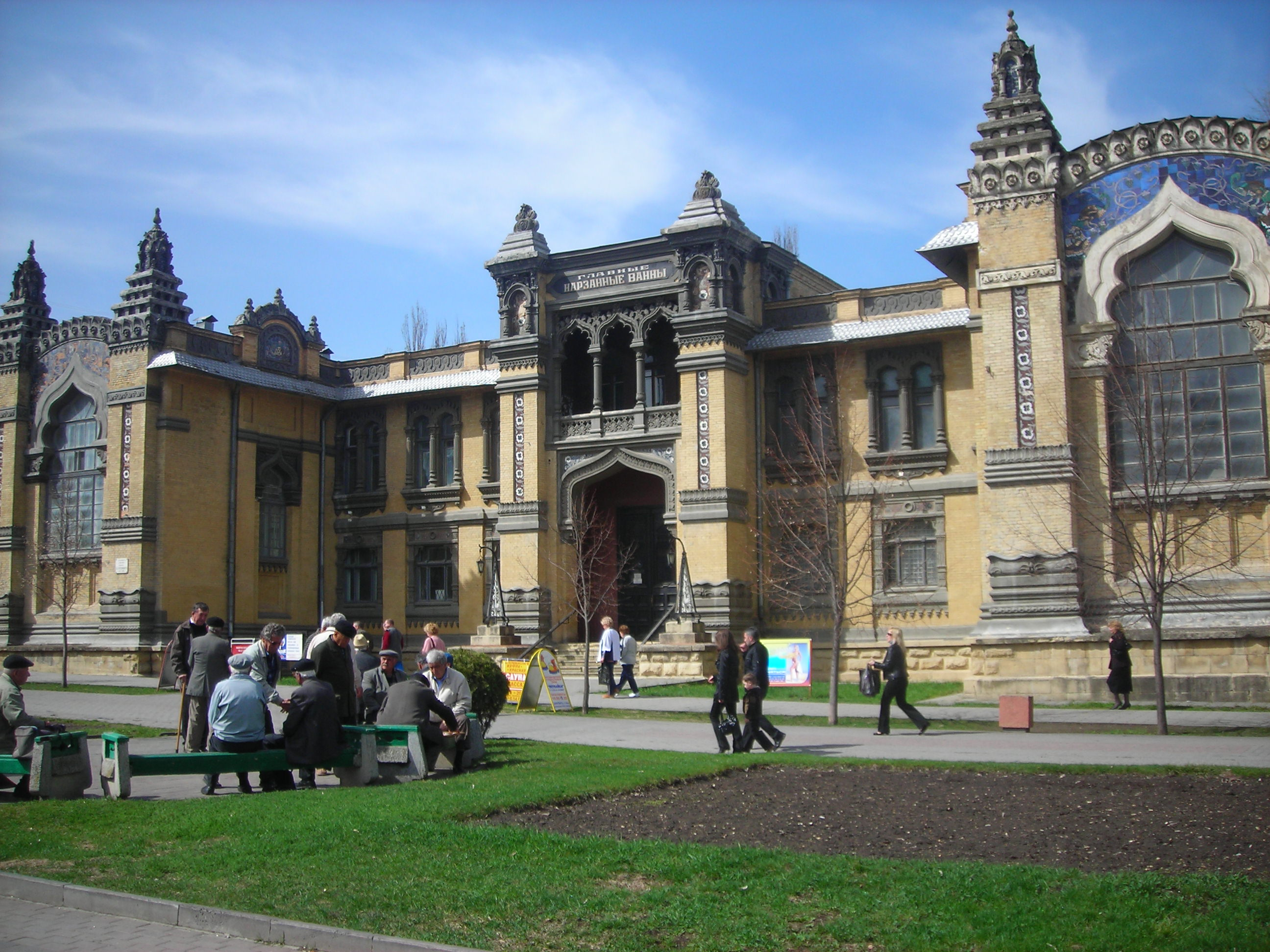
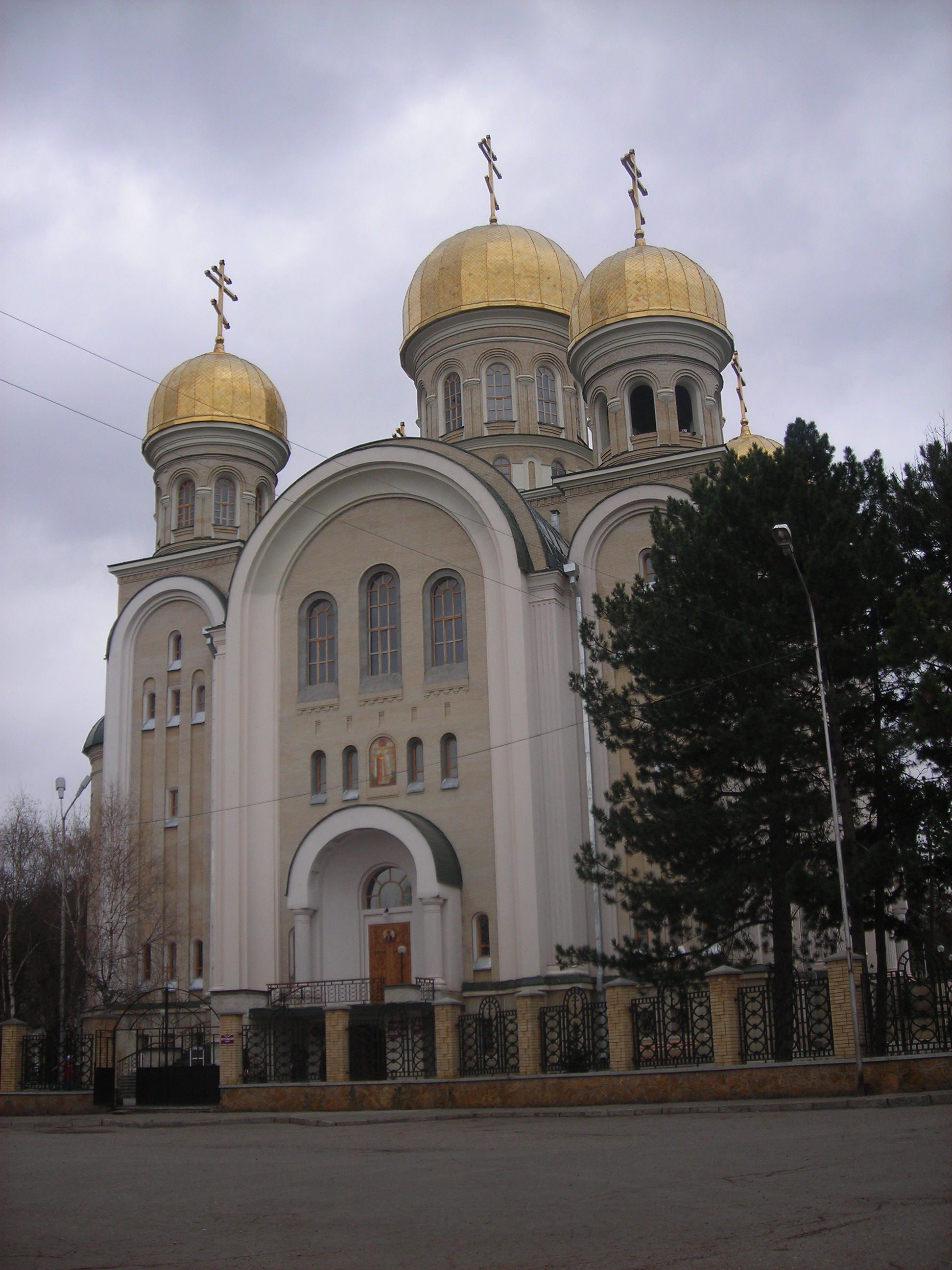

## أعلام
- سيرغي غرانكين
- نيكولاي ياروشينكو
- أنجلينا تشيرنوفا
- ألكسندر سولجنيتسين
- يوري شوكين
- فريدريك تساندر
- آرثر أداموف